# Microstructure de marché
Pour les articles homonymes, voir Microstructure.
La théorie de la microstructure est à l'origine une branche de la microéconomie qui étudie les divers mécanismes mis en œuvre au niveau des marchés d'actifs financiers et la façon dont ils tendent à influencer la formation du prix de marché (par exemple les cours de bourse). Depuis le début des années 2000, la microstructure de marché est aussi un important sujet de recherche en mathématiques financières. 
Elle étudie quels mécanismes d'échange améliorent ou dégradent l'efficience du marché et une allocation des ressources optimale 
L'un des aspects est le rôle sur les prix de l'information, tant sur le marché lui-même 
que sur les actifs échangés (information exogène, notamment les données économiques et financières) et de la qualité (transparence) et fréquence de cette information.